# U.S. Post Office Birmingham
Das U.S. Post Office Birmingham ist eine Filiale des United States Postal Service in Birmingham und ist heute unter der Bezeichnung Robert S. Vance Federal Building and United States Courthouse bekannt.
Das Gebäude wurde 1921 fertiggestellt und am 3. Juni 1976 in das National Register of Historic Places eingetragen.